# 가로막다리
가로막다리(crus of diaphragm, pl. crura) 또는 횡격막각(横隔膜脚)은 가로막 아래쪽의 척추에서 시작하는 두 개의 힘줄성 구조물이다. 오른다리와 왼다리가 존재하며 둘은 합류하여 가로막을 수축시킨다. 'Crus'는 라틴어로 '다리'를 의미한다.

## 구조
가로막다리는 허리뼈의 몸통과 척추사이원반에서 시작한다. 힘줄성이며 척주의 앞세로인대와 섞인다.
- 오른다리(right crus)는 왼다리에 비해 크고 길며 위쪽 3개의 허리뼈 몸통과 사이원반에서 시작한다.
- 왼다리(left crus)는 위쪽 2개의 허리뼈 몸통과 사이원반에서 시작한다.

가로막다리의 안쪽 경계는 앞안쪽으로 주행하여 정중선에서 만나고, 대동맥 앞에서 정중활꼴인대를 형성한다. 정중활꼴인대는 종종 제대로 형성되지 않는 경우도 있다. 정중활꼴인대 뒤쪽에는 대동맥구멍이 위치한다. 이곳에서 가로막의 섬유는 중심널힘줄로 수렴한다.
칼돌기에서 시작하는 섬유는 매우 짧으며 종종 널힘줄로 관찰된다. 또한 안쪽활꼴인대와 가쪽활꼴인대, 특히 갈비뼈와 갈비연골에서 나오는 섬유는 더 길며 닿는곳까지 휘어져 올라가 수렴한다. 가로막다리의 섬유는 올라가며 갈라지는데, 대부분은 위가쪽으로 주행하여 중심널힘줄로 향한다.
오른다리의 안쪽 섬유는 식도구멍의 왼쪽 측면을 따라 올라가며, 가끔 왼다리의 근육다발이 대동맥을 가로질러 오른다리의 섬유를 통해 대정맥구멍을 향해 비스듬히 주행한다.

## 참고 문헌
이 문서는 현재 퍼블릭 도메인에 속하는 그레이 해부학 제20판(1918) page 405의 내용을 기초로 작성된 글이 포함되어 있습니다.